# ساوت ونیس (فلوریدا)
ساوت ونیس (به انگلیسی: South Venice) یک منطقهٔ مسکونی در ایالات متحده آمریکا است که در شهرستان ساراسوتا، فلوریدا واقع شده‌است. ساوت ونیس ۱۶٫۶ کیلومتر مربع مساحت و ۱۳٬۹۴۹ نفر جمعیت دارد و ۴ متر بالاتر از سطح دریا قرار دارد.